# Alan Souza
Alan Souza (São Paulo, Brasil; 8 de marzo de 2000), también conocido como Alanzinho, es un futbolista brasileño que juega de centrocampista en la Sociedade Esportiva Palmeiras del Brasileirão Sub-20 de Brasil.
En marzo de 2017 ayudó a Brasil sub-17 a ganar el Campeonato Sudamericano Sub-17, anotando 3 goles y dando 5 asistencias siendo uno de los mejores jugadores del torneo.

## Trayectoria

### Inicios y temprana explosión en Brasil
Formado inicialmente en el fútbol sala y posteriormente en la Associação Desportiva São Caetano, equipo de su ciudad natal, abandonó el club en 2013 e ingresó en las categorías inferiores de la Sociedade Esportiva Palmeiras y tras descartarse una partida a Italia para firmar por el Football Club Internazionale por las recientes restricciones de fichajes de menores. Precisamente fue el citado club transalpino quien reclutó años atrás a Philippe Coutinho, jugador al que se le compara. Fue inscrito como centrocampista, puesto en el que desarrolló unas notables cualidades ofensivas que le llevaron a destacar como mediapunta.
De ahí el futbolista fue ascendiendo por las diferentes divisiones del club paulista hasta llegar al equipo sub-20 a principios del año 2017. Para entonces el jugador era considerado como una de las referencias del combinado sub-17.[cita requerida]

## Estadísticas

### Inferiores
Actualizado al último partido jugado el 22 de octubre de 2017.
| Inferiores | Div.          | Temporada     | Liga  | Liga  | Liga   | Regional(1) | Regional(1) | Regional(1) | Copas nacionales(2) | Copas nacionales(2) | Copas nacionales(2) | Torneos internacionales(3) | Torneos internacionales(3) | Torneos internacionales(3) | Total | Total | Total  | Media goleadora(4) |
| Inferiores | Div.          | Temporada     | Part. | Goles | Asist. | Part.       | Goles       | Asist.      | Part.               | Goles               | Asist.              | Part.                      | Goles                      | Asist.                     | Part. | Goles | Asist. | Media goleadora(4) |
| --- | ------------- | ------------- | ----- | ----- | ------ | ----------- | ----------- | ----------- | ------------------- | ------------------- | ------------------- | -------------------------- | -------------------------- | -------------------------- | ----- | ----- | ------ | ------------------ |
| S. E. Palmeiras · Brasil |               |               |       |       |        |             |             |             |                     |                     |                     |                            |                            |                            |       |       |        |                    |
| Sub-15 | 2014          | 18            | 1     | ?     | -      | -           | -           | -           | -                   | -                   | —                   | —                          | —                          | 18                         | 1     | ?     | 0,06   |                    |
| Sub-15 | 2015          | 27            | 12    | ?     | -      | -           | -           | -           | -                   | -                   | —                   | —                          | —                          | 27                         | 12    | ?     | 0,44   |                    |
| Total club | Total club    | 45            | 13    | ?     | 0      | 0           | 0           | 0           | 0                   | 0                   | 0                   | 0                          | 0                          | 45                         | 13    | ?     | 0,29   |                    |
| S. E. Palmeiras · Brasil |               |               |       |       |        |             |             |             |                     |                     |                     |                            |                            |                            |       |       |        |                    |
| Sub-17 | 2016          | 10            | 2     | ?     | -      | -           | -           | -           | -                   | -                   | —                   | —                          | —                          | 10                         | 2     | ?     | 0,20   |                    |
| Sub-17 | 2017          | 15            | 8     | ?     | 4      | 1           | -           | -           | -                   | -                   | —                   | —                          | —                          | 19                         | 9     | ?     | 0,47   |                    |
| Total club | Total club    | 15            | 8     | ?     | 4      | 1           | 0           | 0           | 0                   | 0                   | 0                   | 0                          | 0                          | 19                         | 9     | ?     | 0,47   |                    |
| S. E. Palmeiras · Brasil |               |               |       |       |        |             |             |             |                     |                     |                     |                            |                            |                            |       |       |        |                    |
| Sub-20 | 2016          | 4             | 1     | ?     | -      | -           | -           | -           | -                   | -                   | —                   | —                          | —                          | 4                          | 1     | ?     | 0,25   |                    |
| Total club | Total club    | 4             | 1     | ?     | 0      | 0           | 0           | 0           | 0                   | 0                   | 0                   | 0                          | 0                          | 4                          | 1     | ?     | 0,25   |                    |
| Total carrera | Total carrera | Total carrera | 64    | 22    | ?      | 4           | 1           | ?           | 0                   | 0                   | 0                   | 0                          | 0                          | 0                          | 68    | 23    | ?      | 0,34               |
| (1) Incluye datos de la Copa Belo Horizonte, Copa São Paulo Júnior (2016-Act.) (2) Incluye datos de la Copa de Brasil Sub-17, Copa de Brasil Sub-20 (2017-Act.) (3) Sin participaciones. (4) No se incluyen datos de partidos amistosos. |               |               |       |       |        |             |             |             |                     |                     |                     |                            |                            |                            |       |       |        |                    |

### Clubes
| Club | Div           | Temporada     | Liga  | Liga  | Liga   | Regional(5) | Regional(5) | Regional(5) | Copas nacionales(6) | Copas nacionales(6) | Copas nacionales(6) | Torneos internacionales(7) | Torneos internacionales(7) | Torneos internacionales(7) | Total | Total | Total  | Media goleadora(8) |
| Club | Div           | Temporada     | Part. | Goles | Asist. | Part.       | Goles       | Asist.      | Part.               | Goles               | Asist.              | Part.                      | Goles                      | Asist.                     | Part. | Goles | Asist. | Media goleadora(8) |
| --- | ------------- | ------------- | ----- | ----- | ------ | ----------- | ----------- | ----------- | ------------------- | ------------------- | ------------------- | -------------------------- | -------------------------- | -------------------------- | ----- | ----- | ------ | ------------------ |
| S. E. Palmeiras · Brasil |               |               |       |       |        |             |             |             |                     |                     |                     |                            |                            |                            |       |       |        |                    |
| 1.ª | 2017          | -             | -     | -     | -      | -           | -           | -           | -                   | -                   | —                   | —                          | —                          | 0                          | 0     | 0     | 0,00   |                    |
| 1.ª | 2018          | -             | -     | -     | -      | -           | -           | -           | -                   | -                   | —                   | —                          | —                          | 0                          | 0     | 0     | 0,00   |                    |
| 1.ª | 2019          | -             | -     | -     | -      | -           | -           | -           | -                   | -                   | —                   | —                          | —                          | 0                          | 0     | 0     | 0,00   |                    |
| Total club | Total club    | 0             | 0     | 0     | 0      | 0           | 0           | 0           | 0                   | 0                   | 0                   | 0                          | 0                          | 0                          | 0     | 0     | 0,00   |                    |
| Total carrera | Total carrera | Total carrera | 0     | 0     | 0      | 0           | 0           | 0           | 0                   | 0                   | 0                   | 0                          | 0                          | 0                          | 0     | 0     | 0      | 0,00               |
| (5) Incluye datos del Copa Paulista (2017). (6) Incluye datos de la Copa de Brasil (2017). (7) Incluye datos de la Copa Sudamericana (2017). (8) No incluye goles en partidos amistosos. |               |               |       |       |        |             |             |             |                     |                     |                     |                            |                            |                            |       |       |        |                    |

## Palmarés

### Títulos nacionales
| Título         | Club      | País   | Año  |
| -------------- | --------- | ------ | ---- |
| Copa de Brasil | Palmeiras | Brasil | 2020 |

### Títulos internacionales
| Título            | Club      | País   | Año  |
| ----------------- | --------- | ------ | ---- |
| Copa Libertadores | Palmeiras | Brasil | 2020 |

#### Selecciones nacionales
| Título              | Equipo        | Sede     | Año  |
| ------------------- | ------------- | -------- | ---- |
| Sudamericano Sub-15 | Brasil sub-15 | Colombia | 2015 |
| Sudamericano Sub-17 | Brasil sub-17 | Chile    | 2017 |